# Joanne Hogg
Joanne Hogg je severoirská zpěvačka a písničkářka, která je známá jako sólová zpěvačka a hudební skladatelka hudební skupiny Iona (pojmenované podle ostrova Iona).

## Mládí a vzdělání
Joanne se narodila v severoirském městě Ballymena. Její otec je duchovní presbytariánské církve, matka ošetřovatelka. V rodině byli ještě další čtyři sourozenci, dvě sestry a dva bratři. Studovala medicínu na Queen's University Belfast. Ve třetím ročníku studium přerušila a vystoupila na soutěži křesťanských talentů a tam byla přemluvena, aby působila v souboru ministerstva školství Youth for Christ v Dánsku. Po roce se vrátila na univerzitu, aby dokončila dva zbývající roky studia. Po absolutoriu byla umístěna do městské nemocnice v Belfastu. Po šesti měsících stáže v nemocnici onemocněla a její nemoc trvala sedm měsíců. Po zotavení praxi v nemocnici dokončila, ale na základě posudku lékařské komise jí bylo doporučeno, aby nepracovala na plný úvazek. V období rekonvalescence ji kontaktovali Dave Bainbridge a Dave Fitzgerald, kteří uvažovali o založení hudební skupiny. V roce 1989 skončila s povoláním lékaře a začala působit ve skupině Iona. Od té doby začala Joanne zpívat po celé Evropě a Americe: Nahrávky skupiny se staly úspěšné po celém světě a v Evropě nejlépe prodávanou Křesťanskou hudební skupinou.

## Hudební kariéra
Svoje první sólové album nazvané Looking into Light nahrála v roce 1999. Písně, které se objevily na tomto albu jsou výběrem re-aranží tradicionálů, ke kterým Iona poskytla hudební doprovod. V roce 2001 s ní spolupracovaly Máire Brennan a Margaret Becker na vydání New Irish Hymns. Později pak vznikly další tři díly této série, kde skupina Iona zajistila instrumentální část.

## Diskografie

### Sólo
- Looking into Light (1999)
- Celtic Hymns (2006; reedice Looking into Light)
- Raphael's Journey (2008 nahrávka, 2010 CD)
- Personal (2008)
- Uncountable Stars (2014)

### Spolupráce s různými umělci
- New Irish Hymns (2002) (s Moya Brennan a Margaret Becker)
- New Irish Hymns 2 (2003) (s Margaret Becker a Kristyn Getty)
- New Irish Hymns 3: Incarnation (2004) (s Margaret Becker a Kristyn Getty)
- New Irish Hymns 4 (2005) (s Margaret Becker a Kristyn Getty)
- Songs for Luca (se členy skupiny Iona a dalšími umělci)
- Veil of Gossamer (s Dave Bainbridgem)
- Xenogears Original Soundtrack (s Yasunori Mitsuda)
- Xenosaga: Episode One Original Soundtrack (s Yasunori Mitsuda)
- Xenosaga: Episode One "Kokoro" Single (s Yasunori Mitsuda)
- The Unseen Stream (s Troy Donockley)
- The Pursuit of Illusion (s Troy Donockley)

### Se skupinou Iona
viz Iona – diskografie